# بالگردگاه خدمات مرکزی پی‌جی‌ای
بالگردگاه خدمات مرکزی پی‌جی‌ای (به انگلیسی: PGE Service Center Heliport) یک فرودگاه خصوصی است. این فرودگاه در کشور ایالات متحده آمریکا قرار دارد و در ارتفاع ۲۳ متری از سطح دریا واقع شده است.